# PDK Mšeno
PDK Mšeno – czeski klub żużlowy z Mšena. Drużynowy mistrz Czech w latach 2009–2011.

## Historia klubu
Tor żużlowy powstał w miasteczku w drugiej połowie lat pięćdziesiątych. Pierwsze zawody odbyły się w 1957 roku. W kolejnych latach na torze były organizowane mecze z udziałem praskiej Rudej Hvězdy, czy zespołu KAMK Praha-Venkov. Tradycyjnie były także organizowane zawody z okazji 1 maja. W 1964 i 1968 Mšeno było gospodarzem eliminacji IMŚ, jednak organizacja tych drugich zawodów pozostawiła wiele do życzenia, na skutek czego motocykle zamilkły, aż do roku 1976, kiedy na skutek remontu praskiej Markety, Ruda Hvězda musiała znaleźć odpowiedni tor do rozgrywania zawodów żużlowych i treningów. Na zrekonstruowanym torze odbywały się mecze Extraligi i indywidualnych mistrzostw Czechosłowacji. Klub z Pragi wraz z miejscowym klubem TJ Sokol Mšeno, organizował zawody do początku lat dziewięćdziesiątych. Wtedy to Jiří Opočenský zmodernizował stadion, utworzył klub Oliba Mšeno i zorganizował półfinał IMŚJ w 1996 oraz finał rok później. Niestety problemy finansowe Opočenskiego zmusiły go do wycofania się ze sponsorowania klubu. Po roku przerwy, w 1999 grupa miejscowych miłośników czarnego sportu założyła sekcję żużlową przy SK Mšeno, jej staraniem na stadionie pojawiło się sztuczne oświetlenie i własna drużyna ligowa.

## Zawodnicy w sezonie 2015[1]
| stat. | imię i nazwisko | nar.   | data ur.   |
| ----- | --------------- | ------ | ---------- |
| S     | Jan Jaroš       | Czechy | 1984.11.11 |
| S     | Michal Klein    | Czechy | 1991.07.11 |
| S     | Martin Málek    | Czechy | 1985.08.21 |
| S     | Filip Šitera    | Czechy | 1988.04.18 |
| S     | Zdeněk Růžička  | Czechy | 1993.01.28 |